# Lajos Seres
Lajos Seres (* 8. Dezember 1973 in Kisköre, Komitat Heves) ist ein ungarischer Schach-Großmeister.

## Leben
Seres wurde 2003 Großmeister. Er siegte oder belegte vordere Plätze in einigen Turnieren:  I. Platz in Budapest (1996, 2000, 3× 2001, 2003), I. Platz in Balatonlelle (2001), I-III. Platz in Bagneux (2002), I-II. Platz (geteilt mit Levente Vajda) in Eger (2002), I-II. Platz Aluschta (2003) und I-III. Platz in  Heves (2005).
Seine aktuelle Elo-Zahl beträgt 2430 (Stand: Dezember 2018), damit belegt er Platz 50 in der Elo-Rangliste Ungarns, die bisher höchste Elo-Zahl war 2510 im Oktober 2003.

## Vereine
In der ungarischen Mannschaftsmeisterschaft spielte Seres von 1999 bis 2002 für PMSE Antenna Hung, in der Saison 2003/04 und von 2005 bis 2007 für Tabáni Spartacus Sportegyesület, seit 2008 spielt er für Pénzügyőr Sport Egyesület.
In Deutschland spielt Seres in der Saison 2018/19 für die Schachfreunde Schwerin in der Oberliga Nord.